# Кавальйо-д'Агонья
Кавальйо-д'Агонья, Кавальйо-д'Аґонья (італ. Cavaglio d'Agogna, п'єм. Cavàj d'Agogna) — муніципалітет в Італії, у регіоні П'ємонт,  провінція Новара.
Кавальйо-д'Агонья розташоване на відстані близько 530 км на північний захід від Рима, 90 км на північний схід від Турина, 22 км на північний захід від Новари.
Населення — 1230 осіб (2014).
Щорічний фестиваль відбувається 16 липня. Покровитель — Madonna del Carmine.

## Демографія
Населення за роками:

Станом на 1 січня 2023 року в муніципалітеті офіційно проживало 89 іноземців з 11 країн, серед них 9 громадян країн Євросоюзу та 13 громадян України.

## Сусідні муніципалітети
- Баренго
- Кавальєтто
- Фара-Новарезе
- Фонтането-д'Агонья
- Гемме
- Сіццано